# جان استولمایر
جان استولمایر (انگلیسی: John Stollmeyer؛ زادهٔ ۲۵ اکتبر ۱۹۶۲)  بازیکن سابق و مربی فوتبال اهل ایالات متحده آمریکا است.
وی همچنین در تیم ملی فوتبال ایالات متحده آمریکا بازی کرده‌است.